# Ławeczka Stefana Szolca-Rogozińskiego w Świnoujściu
Ławeczka Stefana Szolca-Rogozińskiego w Świnoujściu – uliczny pomnik polskiego podróżnika Stefana Szolca-Rogozińskiego, mieszczący się w Świnoujściu przy skrzyżowaniu ulic: Karola Stefana Szolca-Rogozińskiego w Świnoujściu oraz Jachtowej.
Pomnik powstał w czerwcu 2023 roku. Nie było oficjalnego odsłonięcia pomnika, jego postawienie odbyło się „raczej po cichu” i „bez blasku fleszy”.